# Bidzina Ivanisjvili

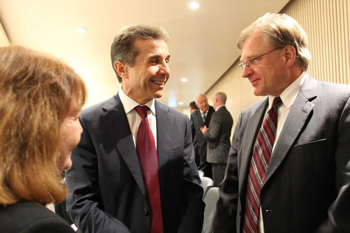
Ivanisjvili tillsammans med USA:s ambassadör under invigningen av den nya Georgiska parlamentsbyggnaden i Kutaisi

Bidzina Ivanisjvili (georgiska: ბიძინა ივანიშვილი), född 18 februari 1956 i Tjorvila, är en georgisk affärsman och politiker. Han var Georgiens premiärminister 2012-2013. Ivanisjvili var fransk och rysk medborgare. Hans georgiska medborgarskap drogs in i oktober 2011, kort efter att han meddelat sin intention att starta ett politiskt parti i opposition mot president Micheil Saakasjvili. I mars 2012 rankades Ivanisjvili som 153:a i tidningen Forbes årliga lista över världens miljardärer vilket gjorde honom till den rikaste georgiern i världen.

## Biografi
Bidzina Ivanisjvili föddes som det yngsta barnet i en fembarnsfamilj i den georgiska byn Tjorvila. Hans far arbetade vid ett manganverk. Han tog studenten vid gymnasiet i Satjchere och började studera ingenjör och ekonomi vid Tbilisis universitet. År 1982 åkte han till Moskva för att avlägga en doktorsexamen i ekonomi vid Moskvas statliga kommunikationsuniversitet.
I Ryssland mötte Ivanisjvili Vitalij Malkin, med vilken han började sälja datorer, och senare började man importera vad som då var en nymodighet i Ryssland, knapptelefonen.
Idag[när?] bor Ivanisjvili i Tjorvila, samma by som han föddes i. I oktober 2011 meddelade han att han skulle starta ett politiskt parti som han hade för avsikt att delta i parlamentsvalet 2012 med. Samtidigt som han meddelade detta berättade han även att han har medborgarskap utöver sitt georgiska. Ivanisjvili fick sitt georgiska medborgarskap genom ett dekret från presidenten, men kort efter att han officiellt bekräftade att han innehade ett franskt medborgarskap, drogs hans georgiska medborgarskap in.
I april 2012 bildade han partiet Georgisk dröm – demokratiska Georgien, med målet att utmana det styrande partiet, Enade nationella rörelsen, i parlamentsvalet som hölls den 1 oktober 2012. Ivanisjvilis koalition, Georgiska drömmen, vann valet och Ivanisjvili blev därmed landets premiärminister. Han tillträdde officiellt den 25 oktober 2012. Han fick därmed bilda regering, och den samtidigt som han tillträdde som premiärminister tillträdde även regeringen Ivanisjvili.
Den 20 november 2013 avgick han från posten som premiärminister samt som partiledare för Georgisk Dröm - Demokratiska Georgien på egen begäran. Före avgången som partiledare utsåg han Irakli Gharibasjvili till ny partiledare. Gharibasjvili svors in som ny premiärminister samma dag.

## Privatliv
Ivanisjvili är gift och har fyra barn. I mars 2010 rankades han på plats nummer 173 i Forbes lista över miljardärer, med ett kapital på 4,8 miljarder USD. Året därpå rankades han som nummer 185 i Forbes lista över miljonärer år 2011, med ett kapital på 5,5 miljarder USD. I mars 2012 rankades han som nummer 153 i 2012 års lista med ett värde på 6,4 miljarder USD.